# Simon Stickl
Simon Stickl, né le 18 octobre 1987, est un skieur acrobatique allemand spécialisé dans les épreuves de skicross. Arrivé sur le circuit mondial lors de la saison 2007-2008, il met deux saisons pour s'aguerrir. Il participe aux championnats du monde de 2009 à Inawashiro où il termine 21e de l'épreuve. Sa véritable explosion intervient lors de la saison 2009-2010 où il remporte l'étape de St. Johann in Tirol le 5 janvier 2010 devant l'Américain Daron Rahlves un mois avant les Jeux olympiques de Vancouver.

## Palmarès

### Championnats du monde
Simon Stickl ne compte qu'une seule participation à des championnats du monde : ceux de 2009 en skicross où il est le seul représentant allemand. Il y terminera 21e.
| Édition/Discipline | Skicross |
| Mondiaux 2009      | 21e      |

### Coupe du monde de ski acrobatique
- Meilleur classement général : 105e en 2008.
- Meilleur classement en skicross : 33e en 2008.
- 1 podium en skicross dont 1 victoire.